# José da Silva Carvalho

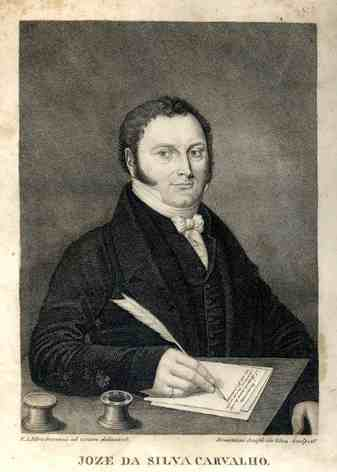
Silva Carvalho em 1822; Gravura da época.

José da Silva Carvalho GCSE (Santa Comba Dão, São João de Areias, Vila Dianteira, 19 de Dezembro de 1782 – Lisboa, Santa Isabel, 5 de Setembro de 1856), advogado e magistrado foi um dos obreiros da Revolução de 1820, ministro de D. João VI, D. Pedro IV, D. Maria II e o primeiro Presidente do Supremo Tribunal de Justiça.

## Biografia
1782-1820: Filho dum casal de humildes lavradores, seus pais, José da Silva Saraiva e Ana Maria de Jesus Carvalho, à custa de milagres de economia, conseguiram que frequentasse o Colégio das Artes em Coimbra e mais tarde, em 1800, a Faculdade de Leis da Universidade de Coimbra, onde se formou como Bacharel em 1805.
Em 1810 foi colocado como juiz de fora da vila de Recardães, casando-se em 1811 com Maria Clara Esteves Correia de Brito, e em 1814 foi nomeado Juiz dos Órfãos da cidade do Porto. Foi nessa altura que se iniciou, como Liberal, na vida política em que tanto se notabilizou.
Descontentes com a ingerência inglesa na vida política de Portugal, em 1818, José da Silva Carvalho, Manuel Fernandes Tomás, José Ferreira Borges e João Ferreira Viana, fundaram o Sinédrio, associação revolucionária de que veio a resultar a Revolução Liberal de 1820.
1820-1823: Saindo vitoriosa a revolta, Silva Carvalho foi eleito membro da Junta Provisional preparatória das Cortes.
Mais tarde fez parte da Regência do Reino até ao regresso de D. João VI do Brasil, onde se tinha refugiado quando se iniciou a Primeira Invasão Francesa.
Depois da chegada do soberano a Lisboa (3 de Julho de 1821) foi-lhe confiada a pasta de Ministro dos Negócios Eclesiásticos e da Justiça, cargo que exerceu até 1822, devendo-se-lhe boa parte das reformas liberais do período.
Iniciado na Maçonaria em data e Loja desconhecidas, com o nome simbólico de Hydaspe, pertenceu à Loja 15 de Outubro, N.° 11, de Lisboa, afecta ao Grande Oriente Lusitano, da qual foi Venerável Mestre. Em 1822 ou 1823 e até 1839 exerceu as funções de 8.º Grão-Mestre do Grande Oriente Lusitano.
1823-1826: Em 1823 deu-se a reacção absolutista com a Vilafrancada, após o que Silva Carvalho foi forçado a emigrar e teve que se exilar na Grã-Bretanha e Irlanda a fim de salvar a vida – 1.º Exílio.
1826-1828: Aclamado rei, D. Pedro IV outorgou a Carta Constitucional, a que se seguiu uma amnistia e, então, Silva Carvalho regressou ao reino mas, desiludido com o governo, retirou-se da política e veio viver para a sua aldeia natal, onde foi alvo de perseguições; a casa onde nasceu e onde viveu nos seus retiros campestres, ainda hoje é propriedade dos seus descendentes.
D. Pedro IV abdicou do trono em favor de sua filha D. Maria da Glória que deveria casar com D. Miguel; D. Miguel jurou a Carta e regressou a Portugal para ser rei.
1828-1832: D. Miguel chegou a Portugal, vindo de Viena de Áustria, e foi proclamado pelas Cortes rei absoluto, movendo uma perseguição feroz contra os liberais, o que forçou José da Silva Carvalho a fugir de novo e a refugiar-se num esconderijo na sua casa de Vila Dianteira; desse esconderijo ainda hoje existem vestígios.
Aí foi perseguido pelos miguelistas conseguindo, no entanto, escapar fugindo de sua casa disfarçado de criado e rumou para Lisboa e daqui para a Grã-Bretanha e Irlanda – 2.º Exílio. É um episódio curioso que o povo desta aldeia guardou na memória e transmitiu de pais para filhos.
Os exilados reuniram-se no estrangeiro formando um partido que defendia a Carta Constitucional e a Rainha, e, mais tarde, quando D. Pedro IV veio do Brasil a França para se colocar à frente dos liberais, organizaram uma expedição que comandada pelo conde de Vila Flor, depois marquês de Vila Flor e duque da Terceira, conquistou os Açores.
De novo em Portugal, ao lado de D. Pedro IV, Silva Carvalho é nomeado Auditor-Geral do Exército Libertador a Norte do Rio Douro. A expedição saiu de S. Miguel e a 8 de Julho de 1832 desembarcou na praia de Mindelo e a 9 os liberais entraram na cidade do Porto.
1832-1836: Os miguelistas retiraram desta cidade e os liberais ocuparam-na. As tropas de D. Miguel fizeram depois um cerco ao Porto por largo tempo, tornando muito penosa a vida da população.
Distinguiu-se Silva Carvalho neste cerco pela sua coragem e inteligência incutindo ânimo aos já desanimados. Por tudo isto D. Pedro nomeou-o a 3 de Dezembro de 1832, ministro da Fazenda, cargo que exerceu até 1835, e da Justiça, cargo que exerceu até 1834, e, poucos meses depois, da Marinha e Ultramar, cargo que exerceu em 1833, devendo-se-lhe uma obra notável de administração e de reforma.
Foi a instâncias de Silva Carvalho, que em 1833, para libertar a cidade sitiada, saiu do Porto, a bordo de uma esquadra, uma expedição comandada pelo duque de Terceira; a esquadra estava por sua vez sob o comando do almirante inglês Charles Napier.
A esquadra miguelista foi derrotada no cabo de S. Vicente e o duque de Terceira atravessou o Algarve, o Alentejo e apoderou-se de Lisboa.
Um outro chefe liberal, o duque de Saldanha, bateu os miguelistas (que levantaram o cerco do Porto para acudir ao sul) em Almoster. O duque de Terceira bateu-os em Asseiceira e foi assinada a Convenção de Évora-Monte (26 de Maio de 1834). D. Miguel partiu para o estrangeiro e a paz voltou ao Reino.
Foi, igualmente, Deputado, de 1834 a 1836 e, novamente, duas vezes Ministro da Fazenda, em 1835 e em 1836.
A 24 de Setembro de 1834, morreu D. Pedro IV e desde logo a acção de Silva Carvalho foi entorpecida, até que a revolução de Setembro de 1836 a aniquilou de todo, obrigando-o a expatriar-se mais uma vez e a exilar-se pela terceira vez, durante o Setembrismo, entre 1836 e 1838 – 3.º Exílio.
1836-1856: Silva Carvalho regressou a Portugal em 1838, para jurar a Constituição e ser, de novo, Deputado, de 1838 a 1842. Encontrou ainda os ânimos muito exaltados, no entanto, dotado de nobre carácter estendeu a mão aos adversários e continuou a sua carreira de legislador e de magistrado.
Recebeu, em 1840 ou 1841, o Grau 33 dum tal Teixeira, Membro do Supremo Conselho do Brasil, da Obediência Montezuma, que, ao tempo, se encontrava em Portugal, tendo fundado, nesse mesmo ano, o primeiro Supremo Conselho do Grau 33, do qual foi 1.º Soberano Grande Comendador, do Supremo Conselho do Grau 33 afecto ao Grande Oriente do Rito Escocês e 1.º Grão-Mestre do Grande Oriente do Rito Escocês, até à sua morte em 1856.
De 1842 até à sua morte em 1856 foi, finalmente, Par do Reino.
José da Silva Carvalho faleceu a 5 de Setembro de 1856 e foi sepultado no Cemitério dos Prazeres, em Lisboa, no sector das figuras ilustres de Portugal.
Recusou por várias vezes títulos de nobreza que lhe encobrissem a sua origem plebeia, em virtude de ser Maçon. O seu filho João da Silva Carvalho, todavia, aceitou o título de 1.º Visconde de Silva Carvalho.
Como nos diz o historiador Luís Augusto Rebelo da Silva: No seu túmulo pobre, mas ornado dos brasões populares de uma larga série de serviços e de sacrifícios, fala mais alto o nome só, como elogio e epitáfio, do que uma longa série de avós esquecidos ou pior ainda do que a fatuidade de uma coroa de conde ou de marquês (…). Silva Carvalho previu que o nome lhe havia de chegar puro à posteridade como o recebera de seus pais e guardou-o com o nobre orgulho de uma grande alma.
O seu neto materno António da Silva Carvalho Viana sintetiza a vida do seu avô dizendo que: "Silva Carvalho representou o tipo mais elevado de revolucionário político — espírito transigente, coração magnânimo, pulso de ferro" (in José da Silva Carvalho e o seu Tempo, de António Viana).

## Honras e cargos
- Ministro da Justiça (7 de Setembro de 1821 a 28 de Maio de 1822),[1]
- Grão-mestre do Grande Oriente Lusitano, de 1822 a 1839,[1]
- Ministro da Fazenda: na regência de D. Isabel Maria, desde 13 de Dezembro de 1832, substituindo Mouzinho da Silveira; entre (1834-1835); no governo de Saldanha, de 15 de Junho a 18 de Novembro de 1835, substituindo Francisco António de Campos; no governo de Terceira, de 20 de Abril a 10 de Setembro de 1836.[1]
- Acumulação de pastas: a da Marinha, de 26 de Março a 26 de Abril de 1833; a Justiça, de 31 de Abril de 1833 a 23 de Abril de 1834.[1]
- Membro da Associação Eleitoral do Centro, que concorre às eleições de 1838.
- Juiz Conselheiro e primeiro Presidente do Supremo Tribunal de Justiça,[1]
- Deputado às Cortes várias vezes,
- Par do Reino,[1]
- Conselheiro de Estado efectivo,
- Grã-Cruz da Ordem Militar de Sant'Iago da Espada de Portugal e da Ordem de Carlos III de Espanha,
- Sócio da Academia Real das Ciências de Lisboa e do Instituto Histórico do Brasil.

## Correspondência
A correspondência de Silva Carvalho é vasta e encontra-se, em boa parte, publicada na obra do seu neto António Viana. No entanto, acrescenta-se/destaca-se a correspondência com:
- Jeremy Bentham JB: 24 de Agosto de 1821, 7 de Novembro de 1821, 18-26 de Dezembro de 1821.

## Publicações
- Revolução Anti-Constitucional de 1823 - suas verdadeiras causas e efeitos (em colaboração com Francisco Simões Margiochi), Impresso por L. Thompson, Londres, 1825
- Instruções Provisórias dirigidas às autoridades administrativas e fiscais…, Imprensa da Universidade, Coimbra, 1834
- Relatório apresentado na Câmara dos Senhores Deputados da Nação Portuguesa em 23 de Janeiro de 1835, Imprensa Nacional, Lisboa, 1835
- Manifesto sobre a execução que teve a lei de 19 de Dezembro de 1834 nas operações de fazenda que em virtude della se fizeram…, Typ. Patriotica de Carlos José da Silva & Comp.ª, Lisboa, 1836, 44 pp

## Iconografia
- Retratos de Silva Carvalho: 1834, 1842
- Silva Carvalho na sala dos Passos Perdidos da Assembleia da República